# Бесков, Бернхард фон

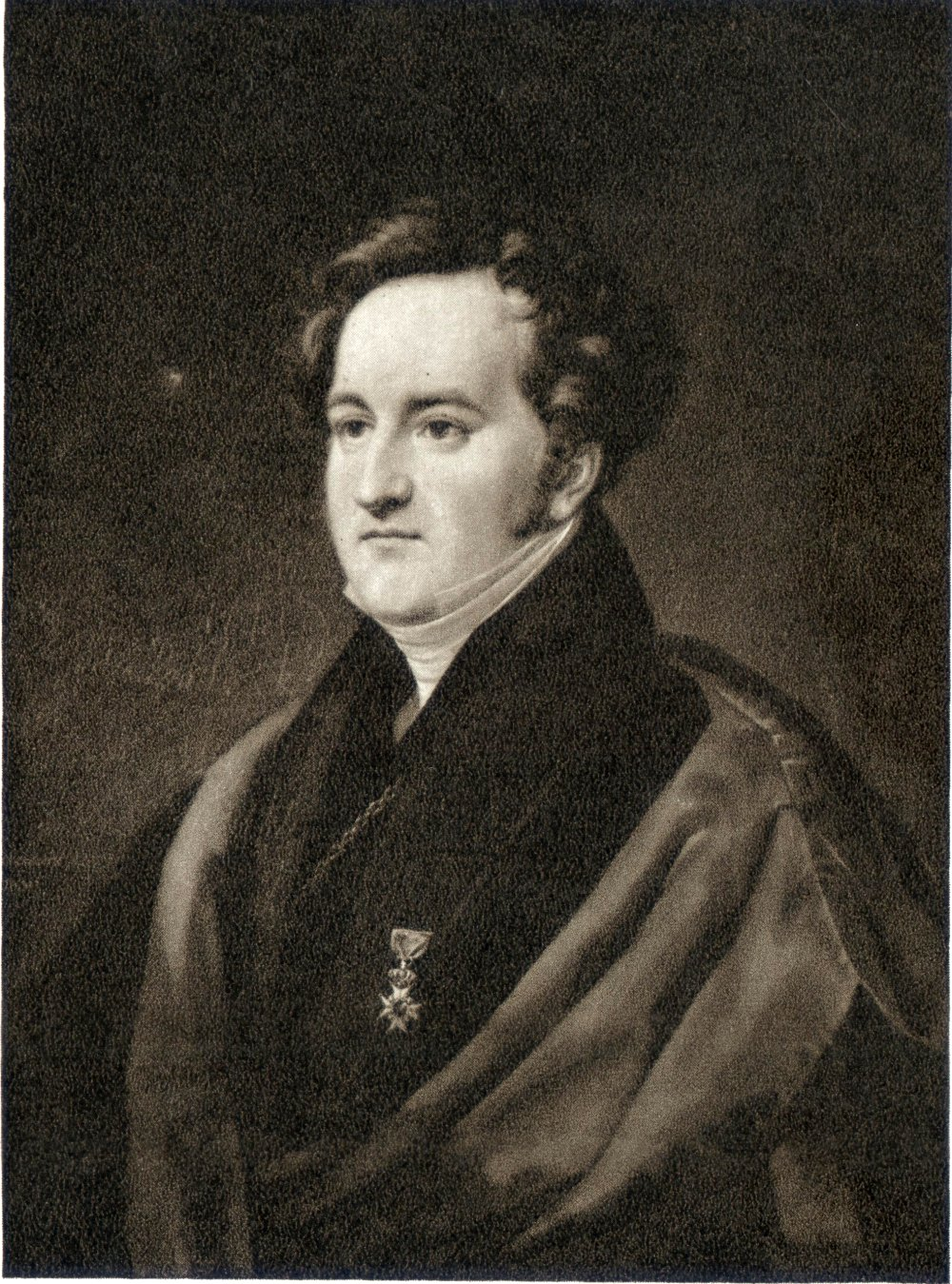
Портрет Бернхарда фон Бескова

Барон Бернхард фон Бесков (швед. Bernhard von Beskow; 19 апреля 1796, Стокгольм — 17 октября 1868, там же) — шведский писатель

, поэт, драматург, либреттист

. Гофмаршал Швеции. Член Шведской академии (с 1828) и Шведской королевской академии наук (с 1836).

## Биография
Родился в семье купца. В 1814 году поступил на государственную службу в министерство торговли и финансов.
Привлёк внимание двора, служил личным секретарём наследного принца Оскара. За отличия в 1826 году был возведён во дворянство. Позже, занимал высокие должности при шведском дворе, служил Гофмаршалом. Получил титул барона в 1843 году. 
В 1831-1832 годах руководил придворной капеллой.
С 1834 г. был бессменным секретарём Шведской академии.
В 1836 году был избран членом Шведской королевской академии наук.
Почётный доктор Уппсальского университета, которому жертвовал крупные суммы денег на научные, художественные и литературные цели, завещал большую коллекцию книг и произведений искусства.

## Творчество
Литературной деятельностью начал заниматься в 1818 году. Автор драм и трагедий на исторические сюжеты: «Эрик XIV» (1827), «Двор Хильды» (1836), «Биргер и его род» (1837), «Густав Адольф в Германии» (1838), а также либретто оперы «Рино, или Странствующий рыцарь» Э. Брендлера и Оскара.
Ему принадлежит ряд книг воспоминаний, сборников стихов, философских и исторических исследований.
В драме «Торкель Кнутссон» (1836) Бесков подражает «Эрнани» В. Гюго. Пьесы Бескова, написанные по законам французской классической трагедии, сценичны. 
В 1831—1832 годах был директором Королевского театра в Копенгагене.